# Кук, Эмори
Эмори Кук (англ. Emory Cook; 1913, Олбани — 19 февраля 2002) — американский звукоинженер и изобретатель, один из пионеров промышленной стереофонической звукозаписи. Сыграл решающую роль в развитии технологии виниловых дисков и внедрении высококачественных записей.
В 1952 г. сконструировал специальную аппаратуру — двухдорожечное звукозаписывающее устройство, первоначально предполагая использовать его в демонстрационных целях. Однако спрос оказался настолько велик, что Кук приступил к производству своей системы на продажу, а также основал звукозаписывающую фирму Cook Records. В 1952—1966 гг. он выпустил около 140 записей. Уже в 1953 г. рецензенты отзывались о записях Кука как о принадлежащих к числу наилучших на рынке по качеству звука. Кук записывал музыку — как академическую (в частности, Новый Бостонский оркестр под управлением Уиллиса Пейджа), так и американскую и карибскую народную, а также звуки природы и окружающей среды.
В 1990 г. Кук передал свой впечатляющий архив записей, патентов и документов Смитсоновскому институту.
Также Кук был одним из членов-основателей Audio Engineering Society.

## Биография
Родился в 1913 году в Олбани. Был единственным ребенком Гарри и Лавинии Кук.
Учился в Академии Филлипса в Эксетере, затем — один год в Массачусетском технологическом институте.
В 1932 году был зачислен в Воздушный корпус армии США. После отчисления оттуда в 1934 году Кук поступил в Корнеллский университет, где в 1938 году получил инженерную степень.
Впоследствии Эмори Кук работал в New York Power and Light Company, затем — в CBS, пока его не наняла компания Western Electric для работы в полевой инженерии.
Во время Второй мировой войны Кук разработал и руководил постройкой радаров Trainer, которые устанавливались на эсминцы.
В 1945 году в подвале своего дома в Флорал-Парке создал компанию Cook Laboratories. Там Кук разработал многие свои изобретения.
В 1950 году Кук основал звукозаписывающую компанию Sounds of Our Times.
В 1955 году Кук впервые представил микрофузию — процесс формования виниловых пластинок из винилового порошка и специальной микрофузионной добавки на пневматическом прессе. Прессование производилось при сравнительно низком давлении сжатого воздуха 1,8 МПа (18 кгс/см). Газета Sunday Times назвала микрофузию одним из выдающихся достижений в звукозаписи в 1955 году.
Умер 19 февраля 2002 года.